# Jean-Pierre Malhes
Jean-Pierre Malhes (Pierre Malhes, d'après son état-civil) est un homme politique français né le 6 avril 1748 à Ayrens (Cantal) et mort le 22 octobre 1829 à Aurillac (Cantal).

## Biographie
Négociant à Aurillac, marié en 1772 avec Hélène Lappara, père de quatre enfants il adhère aux idées de la Révolution et contribue à financer la Garde nationale. 
En septembre 1792, lors de l'élection des députés du Cantal à la Convention Nationale il est élu, à l'unanimité, premier suppléant. 
Le 13 décembre 1792, il est nommé député par le Conseil général du département du Cantal, qui vient de recevoir la démission de Joseph Mailhes (Salers, 1727 - Salers, 1800), avocat au Parlement, juge à Salers, 6ème titulaire du Cantal, qui se déclare malade et « non acceptant »,
Ainsi nommé député titulaire du Cantal, Pierre Malhes prend la route de Paris où il n'arrive que le 17 janvier 1793, comme en fait foi sa signature sur le registre des archives de l'Assemblée. Remplaçant alors officiellement Joseph Mailhes il est admis à siéger. Mais comme ni Joseph Mailhes, son prédécesseur, ni lui n'ont pu participer aux appels nominaux du procès de Louis XVI, le nom de Mailhes y figure suivi de la mention « absent pour maladie », puis « absent sans cause ». Sa présence à l'Assemblée reste discrète.
Par décret du 3 juin 1793, Pierre Malhes est envoyé en mission avec Chateauneuf-Randon dans le département de la Lozère  où il se trouve encore en juillet 1793.
Il démissionne le 6 octobre 1793. Il est remplacé par Nicolas Mirande, troisième suppléant du Cantal.
Pierre Malhes devient ensuite membre de l'administration municipale d'Aurillac et préside le tribunal de commerce.

## Sources
- « Jean-Pierre Malhes », dans Adolphe Robert et Gaston Cougny, Dictionnaire des parlementaires français, Edgar Bourloton, 1889-1891 [détail de l’édition]